# 北海道道487号近文停車場線
北海道道487号近文停車場線（ほっかいどうどう487ごう ちかぶみていしゃじょうせん）は、北海道旭川市内を結ぶ一般道道（北海道道）である。

## 概要

### 路線データ
- 起点：北海道旭川市緑町20丁目（JR北海道 函館本線 近文駅）
- 終点：北海道旭川市旭町1条3丁目（国道40号交点）
- 総延長：3.707 km[1][注釈 1]
- 実延長：3.693 km[1][注釈 1]
- 重用延長：0.014 km[1][注釈 1]

### 道路管理者
- 上川総合振興局 旭川建設管理部 事業課

## 歴史
- 1965年（昭和40年）3月26日 - 路線認定[2]。

## 路線状況

### 重複区間
- 北海道道1124号近文停車場緑町線（旭川市緑町20丁目）

## 地理

### 通過する自治体
- 上川総合振興局
  - 旭川市

### 交差する道路
旭川市
- 北海道道1124号近文停車場緑町線 - 緑町20丁目（重複）
- 国道40号 - 旭町1条3丁目（終点）

### 沿線にある施設など
旭川市
- JR北海道 函館本線 近文駅
- 旭川市立北光小学校
- 北海道旭川盲学校
- 北海道教育大学旭川校
- 旭川市立大有小学校